# سقوط آزاد (مجموعه تلویزیونی)
 سقوط آزاد  مجموعه‌ای تلویزیونی است به کارگردانی علیرضا امینی و تهیه‌کنندگی حبیب‌الله کاسه‌ساز که محصول شبکه ۱ است.
بازیگران این مجموعه تلویزیونی حامد بهداد، پوریا پورسرخ، الهام حمیدی، روناک یونسی، سامان صفاری، محمد خلخالیان، فخرالدین صدیق‌شریف، انوشیروان ارجمند، سولماز غنی، سمانه جلالی، علی عراق‌چی، بیتا بیگی و خسرو شهراز بوده‌اند.

## خلاصه داستان
داستان این مجموعه تلویزیونی درباره یک گروه خرابکار حرفه‌ای است که به واسطه آشنایی با سیستم‌های کامپیوتری قصد دارند دست به اقداماتی علیه امنیت مردم بزنند. با انجام اولین عملیات، پلیس وارد ماجرا می‌شود در این میان سرگرد صابری از افسران زبده پلیس مأمور می‌شود مجرمان پرونده را شناسایی و دستگیر کند.رفته رفته همه نشانه‌های موجود به زنی به نام «مانا» می‌رسد که طراح اصلی گروه خرابکار محسوب می‌شود اما پیدا کردن این زن آنقدر که در ابتدا تصور می‌شد ساده نیست. در مسیر پیدا کردن این مجرم ماجراهای بسیار دیگری به وقوع می‌پیوندد.

## تغییر نام
این مجموعه در ابتدا «گیوتین» نام داشت و بعد به «آخرین روز» و بالاخره به سقوط آزاد تغییر نام داد.